# Milonito

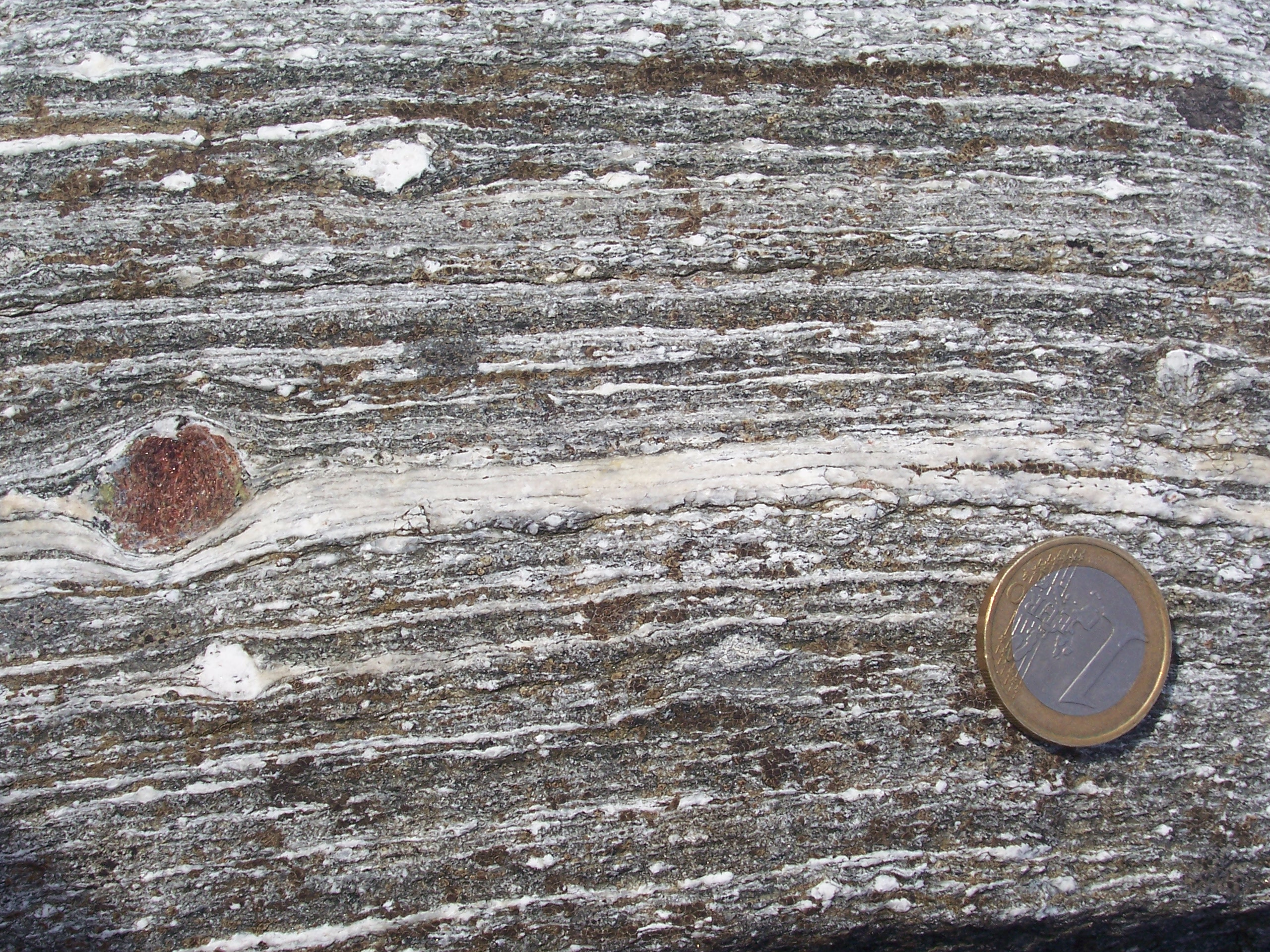
Milonito anfibolítico mostrando vários porfiroclastos (δ-rodados): uma granada vermelha clara à esquerda na imagem, enquanto porfiroclastos brancos mais pequenos de feldspato podem ser encontrados por todo o lado. A rocha provém da zona de contacto tectónico entre as rochas autóctones da Região do Gneiss Ocidental e as rochas alóctones da nappe de Blåhø, em Otrøy, Caledonides, Noruega.

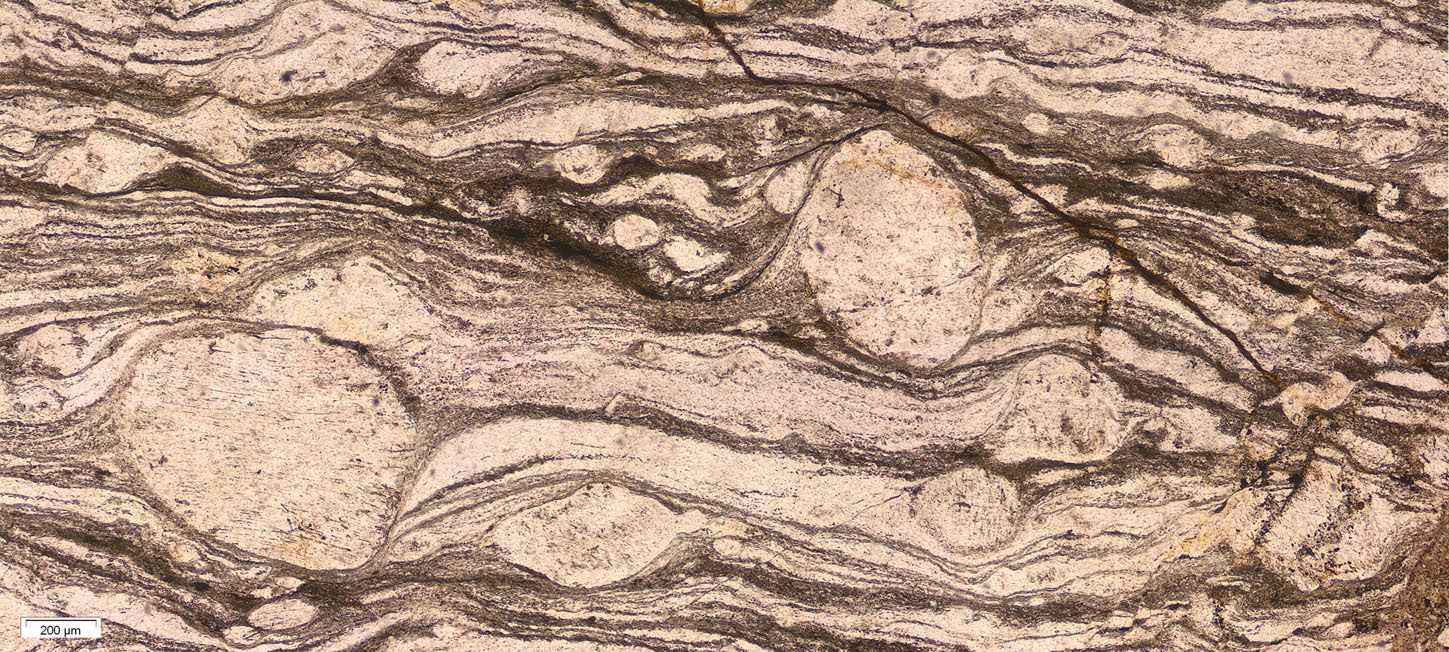
Um milonito visto através de um microscópio petrográfico, mostrando os chamados clastos δ-rodados. Os clastos mostram que o cisalhamento foi dextral neste corte em particular (rocha da região de Strona, sul dos Alpes, Itália.

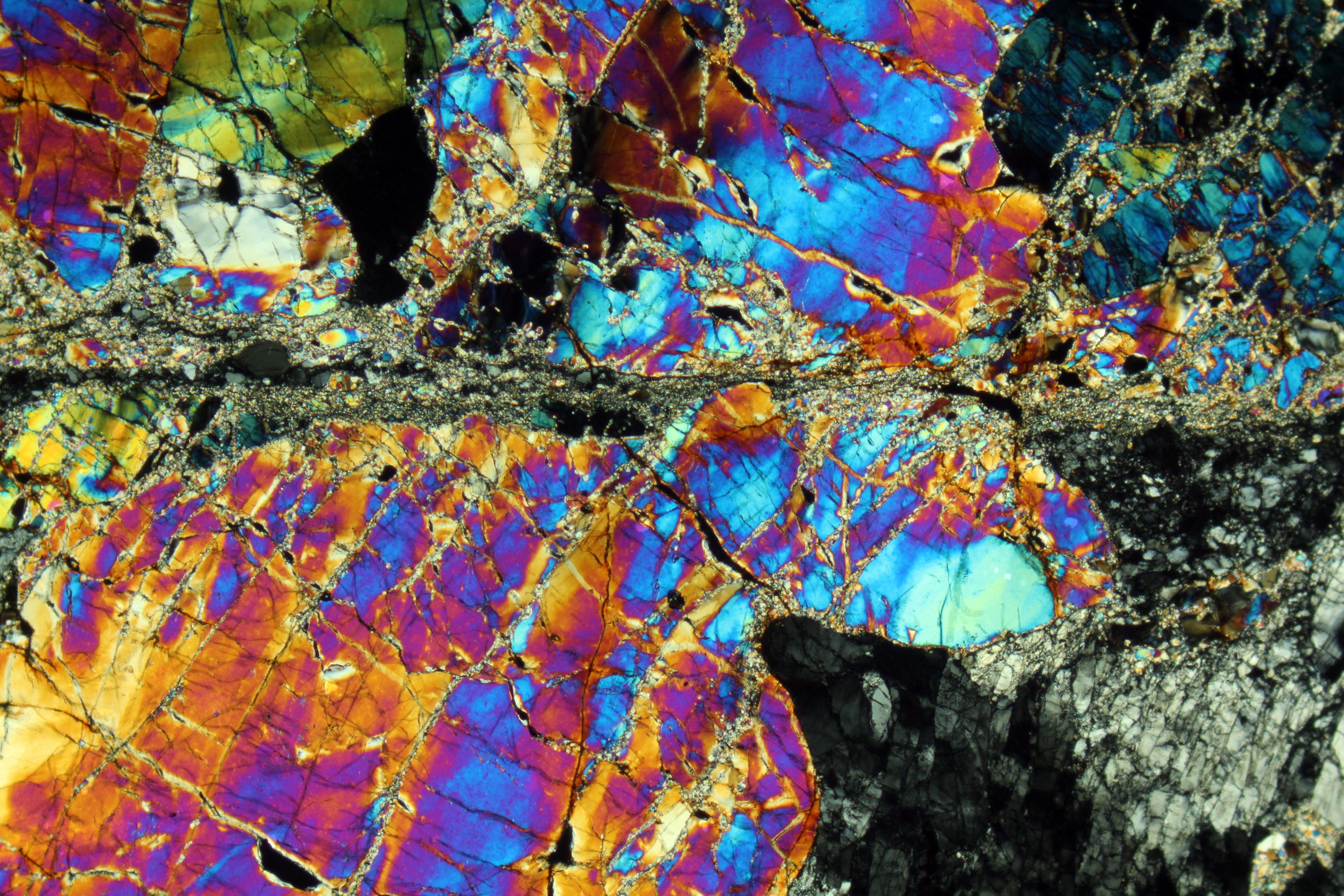
Milonito peridotítico visto ao microscópio petrográfico.

Milonito (ou milonite) é uma rocha metamórfica compacta, de grão fino, formada por recristalização dinâmica dos minerais constituintes do protólito (processo conhecido por milonitização) numa zona de cisalhamento, resultando numa redução do tamanho do grão por efeito da tensão de corte sobre o material dúctil. Os milonitos podem ter muitas composições mineralógicas diferentes, sendo classificados com base na aparência textural da rocha. Um filonito é um milonito rico em mica.

## Descrição
O termo milonito (do grego μύλη; mýle 'moinho') foi introduzido por Charles Lapworth em 1885, para designar uma rocha metamórfica formada pelo processo de metamorfismo dinâmico. O termo milonito descreve um tipo de rocha com uma determinada estrutura, mas não dá qualquer informação sobre a composição mineral.
Os milonitos formam-se em zonas tectónicas de falha por movimento relativo de corte entre dois corpos rochosos que deslizam um contra o outro. A principal caraterística dos milonitos é a deformação dúctil da rocha a altas temperaturas. A grande maioria dos minerais de um milonito foi alterada por deformação plástica. Em contraste, os minerais de um cataclasito foram quebrados por fricção mecânica, uma vez que o processo teve lugar na zona rúptil. Os milonitos têm uma textura estratificada pronunciada e geralmente uma clara lineação, que indica a direção do movimento tectónico.
Os milonitos são típicos da zona de cisalhamento, uma faixa que separa dois volumes da litosfera, na qual se verifica uma acumulação de deformação; esta faixa deformada permite, portanto, os movimentos relativos dos volumes rochosos. À superfície, a zona de cisalhamento pode continuar com falhas, nas quais há uma perda de coesão devido à rigidez do material rochoso (formam-se cataclasitos, rochas esmagadas não metamórficas), enquanto na zona de cisalhamento (que ocorre a uma profundidade de 10 - 15 km, abaixo da isoterma de 250 - 300 °C), a deformação ocorre de forma dúctil, criando rochas particularmente foliadas e coesas, os milonitos.

## Processo de formação
Os milonitos são rochas deformadas de forma dúctil, formadas pela acumulação de grandes tensões de deformação em zonas dúcteis. Existem muitos pontos de vista diferentes sobre a formação dos milonitos, mas é geralmente aceite que a deformação cristalino-plástica deve ter ocorrido e que a fracturação e o fluxo cataclástico são processos secundários na formação dos milonitos. A abrasão mecânica de grãos por moagem não ocorre, embora originalmente se pensasse que este era o processo que formou os milonitos, que foram nomeados a partir da grego μύλος mylos, que significa moinho. Os milonitos formam-se a profundidades não inferiores a 4 km, mas a amioria da milonitização ocorre a profundidades de mais de 10 km no subsolo, onde os minerais recristalizam em tamanhos menores.
Minerais mais resistentes, como feldspato de potássio, podem recristalizar como porfiroclastos. Raramente se formam novos minerais em milonitos. A tensão de cisalhamento pode resultar na formação de foliação oblíqua em milonitos, quando os grãos da matriz se reorientam sem recristalizar. Se o cisalhamento for extremo, pode ocorrer fusão, formando pseudotaquilito.
Existem muitos mecanismos de deformação diferentes que acomodam a deformação cristalino-plástica. Nas rochas crustais, os processos mais importantes são a deformação por fluência lenta e a fluência por difusão. A geração de deslocamentos actua no sentido de aumentar a energia interna dos cristais. Este efeito é compensado pela recristalização por migração dos limites do grão, que reduz a energia interna através do aumento da área dos limites do grão e da redução do volume do grão, armazenando energia na superfície do grão mineral. Este processo tende a organizar os deslocamentos em limites de subgrão. À medida que mais deslocamentos são adicionados às fronteiras de subgrãos, a desorientação ao longo dessa fronteira de subgrãos aumentará até que a fronteira se torne uma fronteira de alto ângulo e o subgrão se torne efetivamente um novo grão. Este processo, por vezes referido como recristalização por rotação do subgrão, actua no sentido de reduzir o tamanho médio do grão. A difusão de volume e de limites de grão, os mecanismos críticos na fluência por difusão, tornam-se importantes a altas temperaturas e com tamanhos de grão pequenos. Assim, alguns investigadores argumentaram que, como os milonitos são formados por fluência por deslocação e recristalização dinâmica, pode ocorrer uma transição para a fluência por difusão quando o tamanho do grão é suficientemente reduzido.
Os milonitos desenvolvem-se geralmente em zonas de cisalhamento dúctil onde se concentram altas taxas de deformação. São os homólogos da crusta profunda dos processos cataclásticos das falhas em materiais rúpteis que criam brechas de falha.
A determinação dos deslocamentos que ocorrem nas zonas miloníticas depende da determinação correcta das orientações do eixo de deformação finito e da inferência de como essas orientações mudam em relação ao eixo de deformação incremental. Isto é referido como a determinação do sentido de cisalhamento. É prática comum assumir que a deformação é do tipo deformação plana por cisalhamento simples. Este tipo de campo de deformação assume que a deformação ocorre numa zona tabular onde o deslocamento é paralelo ao limite da zona de cisalhamento. Além disso, durante a deformação, o eixo de deformação incremental mantém um ângulo de 45 graus com o limite da zona de cisalhamento. Os eixos de deformação finita são inicialmente paralelos ao eixo incremental, mas rodam durante a deformação progressiva.
Os indicadores cinemáticos são estruturas em milonitos que permitem determinar o sentido do cisalhamento. A maioria dos indicadores cinemáticos baseia-se na deformação em cisalhamento simples e inferem o sentido de rotação dos eixos de deformação finita em relação aos eixos de deformação incremental. Devido às restrições impostas pelo cisalhamento simples, assume-se que o deslocamento ocorre no plano da foliação numa direção paralela à linha de alongamento do mineral. Por isso, um plano paralelo à lineação e perpendicular à foliação é analisado para determinar o sentido do cisalhamento.
Os indicadores mais comuns do sentido de cisalhamento são as estruturas C/S, os porfiroclastos assimétricos, as matrizes de veios e diques, os porfiroclastos com manto e as fibras minerais. Todos estes indicadores têm uma simetria monoclínica que está diretamente relacionada com as orientações dos eixos de deformação finita. Embora estruturas como dobras assimétricas e boudinages também estejam relacionadas com as orientações dos eixos de deformação finita, estas estruturas podem formar-se a partir de trajectórias de deformação distintas e não são indicadores cinemáticos fiáveis.

## Classificação
Em função da percentagem de matriz, distingue-se entre protomilonitos (<50%), mesomilonitos (50 a 90%) e ultramilonitos (>90%). Nos milonitos propriamente ditos, os grãos da matriz são mais pequenos do que 0,05 mm e nos ultramilonitos mais pequenos do que 0,01 mm. A classificação mais comum dos milonitos é a seguinte:
- Blastomilonitos — de grão grosseiro, frequentemente de aspeto açucarado, sem bandas tectónicas distintas;
- Ultramilonitos — geralmente sofreram extrema redução de tamanho de grão. Em geologia estrutural, o ultramilonito é um tipo de milonito definido por uma percentagem modal de grãos da matriz superior a 90%.[10] A ultramilonite é frequentemente dura, escura, de aspeto semelhante aos chertes e aos sílex, por vezes semelhante à pseudotaquilite e à obsidiana (em sentido inverso, as rochas do tipo ultramilonito são por vezes pseudotaquilitos deformados);[12][13][14][15]
- Mesomilonitos — sofreram uma redução apreciável do tamanho dos grãos e são definidos por uma percentagem modal de grãos da matriz entre 50 e 90%;[16][17]
- Protomilonitos — são milonitos que sofreram uma redução limitada da granulometria e são definidos por uma percentagem modal de grãos da matriz inferior a 50%. Como a milonitização é incompleta nestas rochas, os grãos e texturas relíquias são aparentes, e alguns protomilonitos podem assemelhar-se a cataclasitos foliados ou mesmo a alguns xistos;
- Filonitos — são milonitos ricos em filossilicatos (por exemplo, clorite ou micas), normalmente com um cisalhamento secundário (C') bem desenvolvido na sua estrutura.